# Campionati norvegesi di sci alpino 1969
I Campionati norvegesi di sci alpino 1969 si svolsero a Hemsedal tra il 21 e il 23 febbraio; furono assegnati i titoli di discesa libera, slalom gigante, slalom speciale e combinata, sia maschili sia femminili.

## Risultati

### Uomini

#### Discesa libera
| Pos. | Atleta             | Nazione  |
| ---- | ------------------ | -------- |
| 1    | Jon Terje Øverland | Norvegia |
| 2    | Lasse Hamre        | Norvegia |
| 3    | Erik Håker         | Norvegia |

Data: 21 febbraio

#### Slalom gigante
| Pos. | Atleta       | Nazione  |
| ---- | ------------ | -------- |
| 1    | Otto Tschudi | Norvegia |
| 2    | Håkon Mjøen  | Norvegia |
| 3    | Lasse Hamre  | Norvegia |

Data: 23 febbraio

#### Slalom speciale
| Pos. | Atleta             | Nazione  |
| ---- | ------------------ | -------- |
| 1    | Lasse Hamre        | Norvegia |
| 2    | Jon Terje Øverland | Norvegia |
| 3    | Egil Myrhaug       | Norvegia |

Data: 22 febbraio

#### Combinata
| Pos. | Atleta             | Nazione  |
| ---- | ------------------ | -------- |
| 1    | Lasse Hamre        | Norvegia |
| 2    | Jon Terje Øverland | Norvegia |
| 3    | Egil Myrhaug       | Norvegia |

Data: 21-23 febbraio

### Donne

#### Discesa libera
| Pos. | Atleta                | Nazione  |
| ---- | --------------------- | -------- |
| 1    | Kari Anne Ruud        | Norvegia |
| 2    | Karianne Christiansen | Norvegia |
| 3    | Vivien Hübert         | Norvegia |

Data: 21 febbraio

#### Slalom gigante
| Pos. | Atleta                | Nazione  |
| ---- | --------------------- | -------- |
| 1    | Karianne Christiansen | Norvegia |
| 2    | Vivien Hübert         | Norvegia |
| 3    | Dikke Eger            | Norvegia |

Data: 23 febbraio

#### Slalom speciale
| Pos. | Atleta                | Nazione  |
| ---- | --------------------- | -------- |
| 1    | Karianne Christiansen | Norvegia |
| 2    | Dikke Eger            | Norvegia |
| 3    | Anne Brusletto        | Norvegia |

Data: 22 febbraio

#### Combinata
| Pos. | Atleta                | Nazione  |
| ---- | --------------------- | -------- |
| 1    | Karianne Christiansen | Norvegia |
| 2    | Kari Anne Ruud        | Norvegia |
| 3    | Kirsti Hamre          | Norvegia |

Data: 21-23 febbraio